# Lista di asteroidi (359001-360000)
Di seguito una lista di asteroidi dal numero 359001 al 360000 con data di scoperta e scopritore.

## 359001-359100
| Nome     | Designazione provvisoria | Data di scoperta  | Scopritore        |
| -------- | ------------------------ | ----------------- | ----------------- |
| 359001 - | 2008 TP150               | 10 agosto 2007    | Spacewatch        |
| 359002 - | 2008 TD190               | 8 ottobre 2008    | Mt. Lemmon Survey |
| 359003 - | 2008 UY4                 | 25 ottobre 2008   | Tozzi, F.         |
| 359004 - | 2008 UP23                | 9 ottobre 2008    | Mt. Lemmon Survey |
| 359005 - | 2008 UE36                | 20 ottobre 2008   | Mt. Lemmon Survey |
| 359006 - | 2008 UR84                | 23 ottobre 2008   | Spacewatch        |
| 359007 - | 2008 UJ122               | 22 ottobre 2008   | Spacewatch        |
| 359008 - | 2008 UG179               | 24 ottobre 2008   | Spacewatch        |
| 359009 - | 2008 UO184               | 24 ottobre 2008   | Spacewatch        |
| 359010 - | 2008 UV203               | 7 settembre 2008  | Mt. Lemmon Survey |
| 359011 - | 2008 UY205               | 22 ottobre 2008   | Spacewatch        |
| 359012 - | 2008 UD215               | 24 ottobre 2008   | CSS               |
| 359013 - | 2008 UV251               | 27 ottobre 2008   | Spacewatch        |
| 359014 - | 2008 UG256               | 27 ottobre 2008   | Spacewatch        |
| 359015 - | 2008 UM274               | 28 ottobre 2008   | Spacewatch        |
| 359016 - | 2008 UD288               | 28 ottobre 2008   | Mt. Lemmon Survey |
| 359017 - | 2008 UA296               | 29 ottobre 2008   | Spacewatch        |
| 359018 - | 2008 UC299               | 29 ottobre 2008   | Spacewatch        |
| 359019 - | 2008 UN314               | 30 ottobre 2008   | Mt. Lemmon Survey |
| 359020 - | 2008 UP323               | 31 ottobre 2008   | CSS               |
| 359021 - | 2008 UL361               | 31 ottobre 2008   | CSS               |
| 359022 - | 2008 UU366               | 7 dicembre 2005   | Spacewatch        |
| 359023 - | 2008 UO367               | 24 ottobre 2008   | CSS               |
| 359024 - | 2008 UW370               | 29 ottobre 2008   | Mt. Lemmon Survey |
| 359025 - | 2008 VM16                | 1º novembre 2008  | Spacewatch        |
| 359026 - | 2008 VD46                | 24 marzo 2006     | Spacewatch        |
| 359027 - | 2008 VV51                | 23 settembre 2008 | Spacewatch        |
| 359028 - | 2008 VG68                | 2 novembre 2008   | Mt. Lemmon Survey |
| 359029 - | 2008 VA79                | 8 novembre 2008   | Mt. Lemmon Survey |
| 359030 - | 2008 WC31                | 19 novembre 2008  | Mt. Lemmon Survey |
| 359031 - | 2008 WF32                | 19 novembre 2008  | Mt. Lemmon Survey |
| 359032 - | 2008 WQ45                | 23 ottobre 2008   | Mt. Lemmon Survey |
| 359033 - | 2008 WN63                | 20 novembre 2008  | LINEAR            |
| 359034 - | 2008 WM69                | 18 novembre 2008  | Spacewatch        |
| 359035 - | 2008 WF74                | 19 novembre 2008  | Mt. Lemmon Survey |
| 359036 - | 2008 WD87                | 8 dicembre 2005   | Spacewatch        |
| 359037 - | 2008 WW98                | 23 novembre 2008  | OAM               |
| 359038 - | 2008 WC110               | 29 settembre 2008 | Mt. Lemmon Survey |
| 359039 - | 2008 WN114               | 30 novembre 2008  | Mt. Lemmon Survey |
| 359040 - | 2008 WW116               | 30 novembre 2008  | Spacewatch        |
| 359041 - | 2008 WN125               | 21 novembre 2008  | Mt. Lemmon Survey |
| 359042 - | 2008 WT130               | 4 settembre 2000  | Spacewatch        |
| 359043 - | 2008 WA135               | 30 novembre 2008  | Mt. Lemmon Survey |
| 359044 - | 2008 WG137               | 22 novembre 2008  | Spacewatch        |
| 359045 - | 2008 XT4                 | 3 dicembre 2008   | LINEAR            |
| 359046 - | 2008 XL36                | 2 dicembre 2008   | Spacewatch        |
| 359047 - | 2008 XY36                | 19 novembre 2008  | Spacewatch        |
| 359048 - | 2008 XN43                | 24 novembre 2008  | Spacewatch        |
| 359049 - | 2008 XR47                | 4 dicembre 2008   | Mt. Lemmon Survey |
| 359050 - | 2008 XP50                | 4 dicembre 2008   | Mt. Lemmon Survey |
| 359051 - | 2008 YE10                | 20 dicembre 2008  | Mt. Lemmon Survey |
| 359052 - | 2008 YH16                | 21 dicembre 2008  | Mt. Lemmon Survey |
| 359053 - | 2008 YC17                | 8 novembre 2008   | Mt. Lemmon Survey |
| 359054 - | 2008 YC20                | 21 dicembre 2008  | Mt. Lemmon Survey |
| 359055 - | 2008 YZ20                | 21 dicembre 2008  | Mt. Lemmon Survey |
| 359056 - | 2008 YN24                | 26 dicembre 2008  | Bickel, W.        |
| 359057 - | 2008 YA37                | 22 dicembre 2008  | Spacewatch        |
| 359058 - | 2008 YY37                | 26 dicembre 2008  | Bickel, W.        |
| 359059 - | 2008 YL49                | 29 dicembre 2008  | Mt. Lemmon Survey |
| 359060 - | 2008 YQ55                | 29 dicembre 2008  | Spacewatch        |
| 359061 - | 2008 YR78                | 30 dicembre 2008  | Mt. Lemmon Survey |
| 359062 - | 2008 YO81                | 31 dicembre 2008  | Spacewatch        |
| 359063 - | 2008 YF88                | 29 dicembre 2008  | Spacewatch        |
| 359064 - | 2008 YT91                | 10 febbraio 2002  | LINEAR            |
| 359065 - | 2008 YB98                | 29 dicembre 2008  | Mt. Lemmon Survey |
| 359066 - | 2008 YB99                | 29 dicembre 2008  | Spacewatch        |
| 359067 - | 2008 YV105               | 29 dicembre 2008  | Spacewatch        |
| 359068 - | 2008 YW108               | 29 dicembre 2008  | Spacewatch        |
| 359069 - | 2008 YH118               | 29 dicembre 2008  | Mt. Lemmon Survey |
| 359070 - | 2008 YH122               | 30 dicembre 2008  | Spacewatch        |
| 359071 - | 2008 YL126               | 30 dicembre 2008  | Spacewatch        |
| 359072 - | 2008 YP127               | 30 dicembre 2008  | Spacewatch        |
| 359073 - | 2008 YX132               | 31 dicembre 2008  | Spacewatch        |
| 359074 - | 2008 YZ136               | 30 dicembre 2008  | Spacewatch        |
| 359075 - | 2008 YP138               | 30 dicembre 2008  | Spacewatch        |
| 359076 - | 2008 YF141               | 30 dicembre 2008  | Mt. Lemmon Survey |
| 359077 - | 2008 YX141               | 30 dicembre 2008  | Spacewatch        |
| 359078 - | 2008 YC143               | 30 dicembre 2008  | Spacewatch        |
| 359079 - | 2008 YF143               | 30 dicembre 2008  | Spacewatch        |
| 359080 - | 2008 YO144               | 30 dicembre 2008  | Spacewatch        |
| 359081 - | 2008 YC146               | 22 dicembre 2008  | Spacewatch        |
| 359082 - | 2008 YQ149               | 7 ottobre 2004    | LINEAR            |
| 359083 - | 2008 YC151               | 22 dicembre 2008  | Mt. Lemmon Survey |
| 359084 - | 2008 YW151               | 22 dicembre 2008  | Mt. Lemmon Survey |
| 359085 - | 2008 YM154               | 22 dicembre 2008  | Mt. Lemmon Survey |
| 359086 - | 2008 YJ159               | 30 dicembre 2008  | Mt. Lemmon Survey |
| 359087 - | 2008 YQ165               | 30 dicembre 2008  | Mt. Lemmon Survey |
| 359088 - | 2008 YM168               | 31 dicembre 2008  | CSS               |
| 359089 - | 2008 YU172               | 29 dicembre 2008  | Mt. Lemmon Survey |
| 359090 - | 2009 AG                  | 1º gennaio 2009   | Lowe, A.          |
| 359091 - | 2009 AL13                | 2 gennaio 2009    | Mt. Lemmon Survey |
| 359092 - | 2009 AG15                | 5 gennaio 2009    | BATTeRS           |
| 359093 - | 2009 AC17                | 2 gennaio 2009    | Mt. Lemmon Survey |
| 359094 - | 2009 AC21                | 2 gennaio 2009    | Spacewatch        |
| 359095 - | 2009 AF26                | 2 gennaio 2009    | Spacewatch        |
| 359096 - | 2009 AX28                | 8 gennaio 2009    | Spacewatch        |
| 359097 - | 2009 AV33                | 15 gennaio 2009   | Spacewatch        |
| 359098 - | 2009 AB38                | 15 gennaio 2009   | Spacewatch        |
| 359099 - | 2009 AG42                | 1º gennaio 2009   | Spacewatch        |
| 359100 - | 2009 AH42                | 1º gennaio 2009   | Mt. Lemmon Survey |

## 359101-359200
| Nome             | Designazione provvisoria | Data di scoperta  | Scopritore                  |
| ---------------- | ------------------------ | ----------------- | --------------------------- |
| 359101 -         | 2009 AB46                | 1º novembre 2008  | Mt. Lemmon Survey           |
| 359102 -         | 2009 AN47                | 3 gennaio 2009    | Mt. Lemmon Survey           |
| 359103 Ottopiene | 2009 BS                  | 16 gennaio 2009   | Hormuth, F.                 |
| 359104 -         | 2009 BP4                 | 15 dicembre 2004  | Spacewatch                  |
| 359105 -         | 2009 BD7                 | 18 gennaio 2009   | LINEAR                      |
| 359106 -         | 2009 BJ7                 | 8 novembre 2008   | Mt. Lemmon Survey           |
| 359107 -         | 2009 BY8                 | 17 gennaio 2009   | LINEAR                      |
| 359108 -         | 2009 BH23                | 17 gennaio 2009   | Spacewatch                  |
| 359109 -         | 2009 BY23                | 17 gennaio 2009   | Spacewatch                  |
| 359110 -         | 2009 BP27                | 16 gennaio 2009   | Spacewatch                  |
| 359111 -         | 2009 BY28                | 16 gennaio 2009   | Spacewatch                  |
| 359112 -         | 2009 BP30                | 16 gennaio 2009   | Spacewatch                  |
| 359113 -         | 2009 BW31                | 16 gennaio 2009   | Spacewatch                  |
| 359114 -         | 2009 BX38                | 16 gennaio 2009   | Spacewatch                  |
| 359115 -         | 2009 BW43                | 16 gennaio 2009   | Spacewatch                  |
| 359116 -         | 2009 BX44                | 16 gennaio 2009   | Spacewatch                  |
| 359117 -         | 2009 BK45                | 16 gennaio 2009   | Spacewatch                  |
| 359118 -         | 2009 BP48                | 16 gennaio 2009   | Spacewatch                  |
| 359119 -         | 2009 BD49                | 16 gennaio 2009   | Mt. Lemmon Survey           |
| 359120 -         | 2009 BH49                | 16 gennaio 2009   | Mt. Lemmon Survey           |
| 359121 -         | 2009 BP51                | 16 gennaio 2009   | Mt. Lemmon Survey           |
| 359122 -         | 2009 BE52                | 16 gennaio 2009   | Mt. Lemmon Survey           |
| 359123 -         | 2009 BZ52                | 16 gennaio 2009   | Mt. Lemmon Survey           |
| 359124 -         | 2009 BC54                | 1º ottobre 2000   | Spacewatch                  |
| 359125 -         | 2009 BL64                | 20 gennaio 2009   | Spacewatch                  |
| 359126 -         | 2009 BJ65                | 20 gennaio 2009   | Spacewatch                  |
| 359127 -         | 2009 BS65                | 20 gennaio 2009   | Spacewatch                  |
| 359128 -         | 2009 BY66                | 20 gennaio 2009   | Spacewatch                  |
| 359129 -         | 2009 BU70                | 25 gennaio 2009   | Spacewatch                  |
| 359130 -         | 2009 BD72                | 1º gennaio 2009   | Spacewatch                  |
| 359131 -         | 2009 BL77                | 25 gennaio 2009   | LINEAR                      |
| 359132 -         | 2009 BN78                | 30 gennaio 2009   | Ferrando, R.                |
| 359133 -         | 2009 BR78                | 30 gennaio 2009   | LINEAR                      |
| 359134 -         | 2009 BB83                | 20 gennaio 2009   | CSS                         |
| 359135 -         | 2009 BZ85                | 25 gennaio 2009   | Spacewatch                  |
| 359136 -         | 2009 BD86                | 25 gennaio 2009   | Spacewatch                  |
| 359137 -         | 2009 BM87                | 9 aprile 2002     | LONEOS                      |
| 359138 -         | 2009 BR88                | 25 gennaio 2009   | Spacewatch                  |
| 359139 -         | 2009 BS88                | 25 gennaio 2009   | Spacewatch                  |
| 359140 -         | 2009 BW91                | 25 gennaio 2009   | Spacewatch                  |
| 359141 -         | 2009 BE92                | 25 gennaio 2009   | Spacewatch                  |
| 359142 -         | 2009 BP94                | 17 settembre 2003 | Spacewatch                  |
| 359143 -         | 2009 BK96                | 24 gennaio 2009   | PMO NEO Survey Program      |
| 359144 -         | 2009 BQ96                | 24 gennaio 2009   | PMO NEO Survey Program      |
| 359145 -         | 2009 BU103               | 25 gennaio 2009   | Spacewatch                  |
| 359146 -         | 2009 BL105               | 25 gennaio 2009   | Spacewatch                  |
| 359147 -         | 2009 BZ106               | 28 gennaio 2009   | CSS                         |
| 359148 -         | 2009 BV111               | 29 gennaio 2009   | Spacewatch                  |
| 359149 -         | 2009 BB117               | 29 gennaio 2009   | Mt. Lemmon Survey           |
| 359150 -         | 2009 BO119               | 1º ottobre 2003   | Spacewatch                  |
| 359151 -         | 2009 BU119               | 30 gennaio 2009   | Spacewatch                  |
| 359152 -         | 2009 BU120               | 12 ottobre 2007   | Mt. Lemmon Survey           |
| 359153 -         | 2009 BF124               | 31 gennaio 2009   | Spacewatch                  |
| 359154 -         | 2009 BG127               | 29 gennaio 2009   | Spacewatch                  |
| 359155 -         | 2009 BQ129               | 30 gennaio 2009   | Mt. Lemmon Survey           |
| 359156 -         | 2009 BA130               | 31 gennaio 2009   | Mt. Lemmon Survey           |
| 359157 -         | 2009 BK130               | 31 gennaio 2009   | Mt. Lemmon Survey           |
| 359158 -         | 2009 BT137               | 29 gennaio 2009   | Spacewatch                  |
| 359159 -         | 2009 BR138               | 29 gennaio 2009   | Spacewatch                  |
| 359160 -         | 2009 BN141               | 16 gennaio 2009   | Spacewatch                  |
| 359161 -         | 2009 BF145               | 30 gennaio 2009   | Spacewatch                  |
| 359162 -         | 2009 BD150               | 31 gennaio 2009   | Spacewatch                  |
| 359163 -         | 2009 BN158               | 31 gennaio 2009   | Spacewatch                  |
| 359164 -         | 2009 BS158               | 31 gennaio 2009   | Spacewatch                  |
| 359165 -         | 2009 BM161               | 31 gennaio 2009   | Spacewatch                  |
| 359166 -         | 2009 BD168               | 24 gennaio 2009   | Cerro Burek                 |
| 359167 -         | 2009 BM173               | 20 gennaio 2009   | Spacewatch                  |
| 359168 -         | 2009 BH185               | 25 gennaio 2009   | LINEAR                      |
| 359169 -         | 2009 CX3                 | 2 febbraio 2009   | Cernis, K., Zdanavicius, J. |
| 359170 -         | 2009 CN5                 | 13 febbraio 2009  | Crni Vrh                    |
| 359171 -         | 2009 CH12                | 1º febbraio 2009  | Spacewatch                  |
| 359172 -         | 2009 CD14                | 2 febbraio 2009   | Mt. Lemmon Survey           |
| 359173 -         | 2009 CG17                | 1º febbraio 2009  | Mt. Lemmon Survey           |
| 359174 -         | 2009 CK20                | 1º febbraio 2009  | Spacewatch                  |
| 359175 -         | 2009 CW20                | 1º febbraio 2009  | Spacewatch                  |
| 359176 -         | 2009 CA22                | 1º febbraio 2009  | Spacewatch                  |
| 359177 -         | 2009 CD23                | 1º febbraio 2009  | Spacewatch                  |
| 359178 -         | 2009 CL30                | 1º febbraio 2009  | Spacewatch                  |
| 359179 -         | 2009 CN33                | 1º febbraio 2009  | Spacewatch                  |
| 359180 -         | 2009 CL35                | 1º dicembre 2008  | Mt. Lemmon Survey           |
| 359181 -         | 2009 CE37                | 4 febbraio 2009   | CSS                         |
| 359182 -         | 2009 CC38                | 14 febbraio 2009  | Kugel, F.                   |
| 359183 -         | 2009 CT40                | 13 febbraio 2009  | Spacewatch                  |
| 359184 -         | 2009 CV41                | 13 febbraio 2009  | Spacewatch                  |
| 359185 -         | 2009 CK45                | 14 febbraio 2009  | Spacewatch                  |
| 359186 -         | 2009 CX45                | 14 febbraio 2009  | Spacewatch                  |
| 359187 -         | 2009 CN48                | 14 febbraio 2009  | Spacewatch                  |
| 359188 -         | 2009 CQ56                | 4 febbraio 2009   | Mt. Lemmon Survey           |
| 359189 -         | 2009 CO58                | 3 febbraio 2009   | Mt. Lemmon Survey           |
| 359190 -         | 2009 CT63                | 14 febbraio 2009  | CSS                         |
| 359191 -         | 2009 CD65                | 3 febbraio 2009   | Mt. Lemmon Survey           |
| 359192 -         | 2009 DZ4                 | 31 gennaio 2009   | Spacewatch                  |
| 359193 -         | 2009 DV5                 | 4 luglio 2002     | Spacewatch                  |
| 359194 -         | 2009 DP11                | 21 febbraio 2009  | Tozzi, F.                   |
| 359195 -         | 2009 DQ11                | 21 febbraio 2009  | Lowe, A.                    |
| 359196 -         | 2009 DV15                | 30 dicembre 2008  | Mt. Lemmon Survey           |
| 359197 -         | 2009 DD20                | 16 febbraio 2009  | CSS                         |
| 359198 -         | 2009 DU33                | 20 febbraio 2009  | Spacewatch                  |
| 359199 -         | 2009 DJ44                | 25 febbraio 2009  | Kugel, F.                   |
| 359200 -         | 2009 DK45                | 26 febbraio 2009  | LINEAR                      |

## 359201-359300
| Nome     | Designazione provvisoria | Data di scoperta  | Scopritore             |
| -------- | ------------------------ | ----------------- | ---------------------- |
| 359201 - | 2009 DQ56                | 12 marzo 2005     | Buie, M. W.            |
| 359202 - | 2009 DU57                | 22 febbraio 2009  | Spacewatch             |
| 359203 - | 2009 DP58                | 22 febbraio 2009  | Spacewatch             |
| 359204 - | 2009 DL60                | 22 febbraio 2009  | Spacewatch             |
| 359205 - | 2009 DN61                | 22 febbraio 2009  | Spacewatch             |
| 359206 - | 2009 DN67                | 9 novembre 2007   | Spacewatch             |
| 359207 - | 2009 DC72                | 21 febbraio 2009  | Spacewatch             |
| 359208 - | 2009 DW74                | 16 febbraio 2009  | CSS                    |
| 359209 - | 2009 DQ80                | 22 febbraio 2009  | Spacewatch             |
| 359210 - | 2009 DQ81                | 24 febbraio 2009  | Spacewatch             |
| 359211 - | 2009 DA83                | 24 febbraio 2009  | Spacewatch             |
| 359212 - | 2009 DE89                | 24 febbraio 2009  | Spacewatch             |
| 359213 - | 2009 DZ97                | 26 febbraio 2009  | Mt. Lemmon Survey      |
| 359214 - | 2009 DR101               | 26 febbraio 2009  | Spacewatch             |
| 359215 - | 2009 DV102               | 26 febbraio 2009  | Spacewatch             |
| 359216 - | 2009 DM104               | 26 febbraio 2009  | Spacewatch             |
| 359217 - | 2009 DY107               | 24 febbraio 2009  | Mt. Lemmon Survey      |
| 359218 - | 2009 DO113               | 27 febbraio 2009  | Spacewatch             |
| 359219 - | 2009 DQ116               | 27 febbraio 2009  | Spacewatch             |
| 359220 - | 2009 DD117               | 27 febbraio 2009  | Spacewatch             |
| 359221 - | 2009 DR120               | 11 marzo 2005     | Mt. Lemmon Survey      |
| 359222 - | 2009 DL125               | 19 febbraio 2009  | Spacewatch             |
| 359223 - | 2009 DV126               | 24 aprile 2000    | Spacewatch             |
| 359224 - | 2009 DL127               | 20 febbraio 2009  | Mt. Lemmon Survey      |
| 359225 - | 2009 DM127               | 20 febbraio 2009  | Spacewatch             |
| 359226 - | 2009 DB134               | 28 febbraio 2009  | Spacewatch             |
| 359227 - | 2009 DD138               | 19 febbraio 2009  | Spacewatch             |
| 359228 - | 2009 DL138               | 20 febbraio 2009  | Spacewatch             |
| 359229 - | 2009 DY138               | 22 febbraio 2009  | Siding Spring Survey   |
| 359230 - | 2009 DO139               | 28 febbraio 2009  | Spacewatch             |
| 359231 - | 2009 DO142               | 27 febbraio 2009  | Mt. Lemmon Survey      |
| 359232 - | 2009 EJ15                | 15 marzo 2009     | Spacewatch             |
| 359233 - | 2009 EJ16                | 15 marzo 2009     | Spacewatch             |
| 359234 - | 2009 EO16                | 15 marzo 2009     | Spacewatch             |
| 359235 - | 2009 EP17                | 28 settembre 2006 | Mt. Lemmon Survey      |
| 359236 - | 2009 EV18                | 15 marzo 2009     | Spacewatch             |
| 359237 - | 2009 EA20                | 3 marzo 2009      | CSS                    |
| 359238 - | 2009 EV26                | 2 marzo 2009      | Spacewatch             |
| 359239 - | 2009 EC28                | 1º marzo 2009     | Spacewatch             |
| 359240 - | 2009 EL28                | 2 marzo 2009      | Mt. Lemmon Survey      |
| 359241 - | 2009 EU28                | 8 marzo 2009      | Mt. Lemmon Survey      |
| 359242 - | 2009 FT                  | 17 marzo 2009     | CSS                    |
| 359243 - | 2009 FW                  | 16 marzo 2009     | Tozzi, F.              |
| 359244 - | 2009 FO1                 | 16 marzo 2009     | OAM                    |
| 359245 - | 2009 FH2                 | 17 marzo 2009     | Kocher, P.             |
| 359246 - | 2009 FD3                 | 17 marzo 2009     | Lowe, A.               |
| 359247 - | 2009 FZ7                 | 16 marzo 2009     | Spacewatch             |
| 359248 - | 2009 FQ12                | 18 marzo 2009     | Mt. Lemmon Survey      |
| 359249 - | 2009 FD16                | 17 marzo 2009     | Spacewatch             |
| 359250 - | 2009 FU17                | 30 gennaio 2009   | Mt. Lemmon Survey      |
| 359251 - | 2009 FF20                | 17 marzo 2009     | Bickel, W.             |
| 359252 - | 2009 FZ24                | 22 marzo 2009     | OAM                    |
| 359253 - | 2009 FY25                | 18 marzo 2009     | Mt. Lemmon Survey      |
| 359254 - | 2009 FL28                | 22 marzo 2009     | Teamo, N.              |
| 359255 - | 2009 FC32                | 7 febbraio 1999   | Spacewatch             |
| 359256 - | 2009 FK32                | 16 marzo 2009     | Spacewatch             |
| 359257 - | 2009 FK33                | 21 marzo 2009     | CSS                    |
| 359258 - | 2009 FP36                | 26 marzo 2009     | Mt. Lemmon Survey      |
| 359259 - | 2009 FF41                | 21 marzo 2009     | OAM                    |
| 359260 - | 2009 FQ43                | 30 marzo 2009     | Tozzi, F.              |
| 359261 - | 2009 FK56                | 21 marzo 2009     | CSS                    |
| 359262 - | 2009 FO56                | 22 marzo 2009     | Siding Spring Survey   |
| 359263 - | 2009 FH60                | 13 gennaio 2000   | Spacewatch             |
| 359264 - | 2009 FP63                | 16 marzo 2009     | Spacewatch             |
| 359265 - | 2009 FV63                | 29 marzo 2009     | Spacewatch             |
| 359266 - | 2009 FO67                | 21 marzo 2009     | Mt. Lemmon Survey      |
| 359267 - | 2009 FQ69                | 18 marzo 2009     | Spacewatch             |
| 359268 - | 2009 FQ71                | 19 marzo 2009     | Spacewatch             |
| 359269 - | 2009 FV74                | 18 marzo 2009     | CSS                    |
| 359270 - | 2009 FF76                | 26 marzo 2009     | Mt. Lemmon Survey      |
| 359271 - | 2009 FQ76                | 31 marzo 2009     | CSS                    |
| 359272 - | 2009 FT76                | 19 marzo 2009     | Mt. Lemmon Survey      |
| 359273 - | 2009 FL77                | 13 marzo 2005     | Mt. Lemmon Survey      |
| 359274 - | 2009 GY5                 | 1º aprile 2009    | Spacewatch             |
| 359275 - | 2009 HB2                 | 8 gennaio 2009    | Spacewatch             |
| 359276 - | 2009 HR4                 | 17 aprile 2009    | Spacewatch             |
| 359277 - | 2009 HF6                 | 17 aprile 2009    | Spacewatch             |
| 359278 - | 2009 HJ6                 | 2 aprile 2009     | Spacewatch             |
| 359279 - | 2009 HC7                 | 29 marzo 2009     | Spacewatch             |
| 359280 - | 2009 HW7                 | 17 aprile 2009    | Spacewatch             |
| 359281 - | 2009 HP8                 | 17 aprile 2009    | Spacewatch             |
| 359282 - | 2009 HA19                | 19 aprile 2009    | Mt. Lemmon Survey      |
| 359283 - | 2009 HZ19                | 17 aprile 2009    | CSS                    |
| 359284 - | 2009 HM20                | 18 aprile 2009    | Spacewatch             |
| 359285 - | 2009 HM24                | 17 aprile 2009    | Spacewatch             |
| 359286 - | 2009 HD25                | 17 aprile 2009    | CSS                    |
| 359287 - | 2009 HO28                | 2 aprile 2009     | Spacewatch             |
| 359288 - | 2009 HE30                | 19 aprile 2009    | Spacewatch             |
| 359289 - | 2009 HL38                | 18 aprile 2009    | Spacewatch             |
| 359290 - | 2009 HK40                | 20 aprile 2009    | Spacewatch             |
| 359291 - | 2009 HN41                | 20 aprile 2009    | Spacewatch             |
| 359292 - | 2009 HR43                | 20 aprile 2009    | Spacewatch             |
| 359293 - | 2009 HL44                | 1º aprile 2009    | Spacewatch             |
| 359294 - | 2009 HS45                | 21 aprile 2009    | OAM                    |
| 359295 - | 2009 HZ45                | 22 aprile 2009    | OAM                    |
| 359296 - | 2009 HR49                | 21 aprile 2009    | Spacewatch             |
| 359297 - | 2009 HN77                | 22 aprile 2009    | OAM                    |
| 359298 - | 2009 HL78                | 24 aprile 2009    | Mt. Lemmon Survey      |
| 359299 - | 2009 HA80                | 27 aprile 2009    | PMO NEO Survey Program |
| 359300 - | 2009 HD83                | 27 aprile 2009    | Spacewatch             |

## 359301-359400
| Nome     | Designazione provvisoria | Data di scoperta  | Scopritore           |
| -------- | ------------------------ | ----------------- | -------------------- |
| 359301 - | 2009 HN83                | 25 marzo 2009     | Mt. Lemmon Survey    |
| 359302 - | 2009 HM84                | 27 aprile 2009    | Spacewatch           |
| 359303 - | 2009 HL85                | 26 marzo 2009     | Mt. Lemmon Survey    |
| 359304 - | 2009 HN85                | 29 aprile 2009    | Spacewatch           |
| 359305 - | 2009 HO85                | 29 aprile 2009    | Spacewatch           |
| 359306 - | 2009 HD89                | 24 aprile 2009    | Cerro Burek          |
| 359307 - | 2009 HY90                | 21 aprile 2009    | Mt. Lemmon Survey    |
| 359308 - | 2009 HT91                | 29 aprile 2009    | Spacewatch           |
| 359309 - | 2009 HG93                | 30 aprile 2009    | CSS                  |
| 359310 - | 2009 HH103               | 18 aprile 2009    | Spacewatch           |
| 359311 - | 2009 JQ1                 | 16 febbraio 2004  | Spacewatch           |
| 359312 - | 2009 JE2                 | 2 maggio 2009     | Siding Spring Survey |
| 359313 - | 2009 JD6                 | 13 maggio 2009    | Spacewatch           |
| 359314 - | 2009 JV6                 | 13 maggio 2009    | Mt. Lemmon Survey    |
| 359315 - | 2009 JW6                 | 13 maggio 2009    | Spacewatch           |
| 359316 - | 2009 JX6                 | 13 maggio 2009    | Spacewatch           |
| 359317 - | 2009 JK7                 | 13 maggio 2009    | Spacewatch           |
| 359318 - | 2009 JS12                | 14 maggio 2009    | Spacewatch           |
| 359319 - | 2009 JV12                | 15 maggio 2009    | CSS                  |
| 359320 - | 2009 JE18                | 1º maggio 2009    | Mt. Lemmon Survey    |
| 359321 - | 2009 KU3                 | 23 maggio 2009    | CSS                  |
| 359322 - | 2009 KU11                | 25 maggio 2009    | Spacewatch           |
| 359323 - | 2009 KV14                | 26 maggio 2009    | CSS                  |
| 359324 - | 2009 KP15                | 26 maggio 2009    | Spacewatch           |
| 359325 - | 2009 KQ18                | 27 maggio 2009    | Spacewatch           |
| 359326 - | 2009 KN20                | 29 maggio 2009    | Mt. Lemmon Survey    |
| 359327 - | 2009 KW21                | 29 maggio 2009    | Hug, G.              |
| 359328 - | 2009 KD28                | 30 maggio 2009    | Mt. Lemmon Survey    |
| 359329 - | 2009 MD7                 | 15 giugno 2009    | Spacewatch           |
| 359330 - | 2009 OO6                 | 26 luglio 2009    | OAM                  |
| 359331 - | 2009 OD12                | 27 luglio 2009    | Spacewatch           |
| 359332 - | 2009 PD13                | 22 dicembre 2006  | Yeung, W. K. Y.      |
| 359333 - | 2009 PG19                | 15 agosto 2009    | Spacewatch           |
| 359334 - | 2009 QV5                 | 17 agosto 2009    | Tucker, R. A.        |
| 359335 - | 2009 QA14                | 16 agosto 2009    | Spacewatch           |
| 359336 - | 2009 QR38                | 29 agosto 2009    | Cerro Burek          |
| 359337 - | 2009 QL43                | 27 agosto 2009    | OAM                  |
| 359338 - | 2009 RW24                | 17 agosto 2009    | CSS                  |
| 359339 - | 2009 RL40                | 15 settembre 2009 | Spacewatch           |
| 359340 - | 2009 RX73                | 15 settembre 2009 | Spacewatch           |
| 359341 - | 2009 SS14                | 13 ottobre 2004   | Spacewatch           |
| 359342 - | 2009 SV119               | 18 settembre 2009 | Spacewatch           |
| 359343 - | 2009 SE143               | 19 settembre 2009 | Spacewatch           |
| 359344 - | 2009 SK175               | 25 febbraio 2007  | Spacewatch           |
| 359345 - | 2009 SE198               | 21 agosto 2008    | Spacewatch           |
| 359346 - | 2009 SE205               | 22 settembre 2009 | Spacewatch           |
| 359347 - | 2009 SX207               | 15 settembre 2009 | Spacewatch           |
| 359348 - | 2009 SB233               | 17 settembre 2004 | LONEOS               |
| 359349 - | 2009 SG248               | 23 settembre 2009 | Spacewatch           |
| 359350 - | 2009 SD254               | 16 settembre 2009 | Spacewatch           |
| 359351 - | 2009 SH289               | 18 settembre 2009 | Spacewatch           |
| 359352 - | 2009 SH290               | 21 settembre 2009 | Spacewatch           |
| 359353 - | 2009 SX305               | 17 settembre 2009 | Mt. Lemmon Survey    |
| 359354 - | 2009 SG347               | 28 settembre 2009 | Mt. Lemmon Survey    |
| 359355 - | 2009 SC355               | 18 settembre 2009 | Spacewatch           |
| 359356 - | 2009 TT42                | 12 ottobre 2009   | Mt. Lemmon Survey    |
| 359357 - | 2009 TM46                | 11 ottobre 2009   | Mt. Lemmon Survey    |
| 359358 - | 2009 TN46                | 15 ottobre 2009   | Mt. Lemmon Survey    |
| 359359 - | 2009 UV13                | 19 ottobre 2009   | LINEAR               |
| 359360 - | 2009 US28                | 18 ottobre 2009   | Mt. Lemmon Survey    |
| 359361 - | 2009 US55                | 23 ottobre 2009   | Mt. Lemmon Survey    |
| 359362 - | 2009 UL102               | 24 ottobre 2009   | Mt. Lemmon Survey    |
| 359363 - | 2009 UR105               | 21 ottobre 2009   | Mt. Lemmon Survey    |
| 359364 - | 2009 UF130               | 20 ottobre 2009   | IAA-AI               |
| 359365 - | 2009 VN11                | 8 novembre 2009   | Spacewatch           |
| 359366 - | 2009 VK20                | 18 marzo 2002     | Spacewatch           |
| 359367 - | 2009 VR38                | 9 novembre 2009   | CSS                  |
| 359368 - | 2009 WC57                | 16 novembre 2009  | Mt. Lemmon Survey    |
| 359369 - | 2009 YG                  | 17 dicembre 2009  | LINEAR               |
| 359370 - | 2009 YX14                | 18 dicembre 2009  | Mt. Lemmon Survey    |
| 359371 - | 2010 AC27                | 6 gennaio 2010    | Spacewatch           |
| 359372 - | 2010 CN189               | 11 febbraio 2010  | WISE                 |
| 359373 - | 2010 CX222               | 8 febbraio 2010   | WISE                 |
| 359374 - | 2010 DD18                | 17 febbraio 2010  | WISE                 |
| 359375 - | 2010 DU21                | 17 febbraio 2010  | LINEAR               |
| 359376 - | 2010 DW31                | 17 febbraio 2010  | WISE                 |
| 359377 - | 2010 EZ35                | 16 febbraio 2010  | CSS                  |
| 359378 - | 2010 ED42                | 12 marzo 2010     | Mt. Lemmon Survey    |
| 359379 - | 2010 ED44                | 12 marzo 2010     | Spacewatch           |
| 359380 - | 2010 EO83                | 12 marzo 2010     | Spacewatch           |
| 359381 - | 2010 FE54                | 20 marzo 2010     | Spacewatch           |
| 359382 - | 2010 FA75                | 30 marzo 2010     | WISE                 |
| 359383 - | 2010 FM92                | 19 marzo 2010     | Spacewatch           |
| 359384 - | 2010 GH29                | 8 aprile 2010     | Mt. Lemmon Survey    |
| 359385 - | 2010 GA123               | 14 aprile 2010    | Spacewatch           |
| 359386 - | 2010 GQ126               | 25 marzo 2010     | Mt. Lemmon Survey    |
| 359387 - | 2010 GU127               | 10 aprile 2010    | Mt. Lemmon Survey    |
| 359388 - | 2010 GR131               | 22 novembre 2005  | Spacewatch           |
| 359389 - | 2010 GE153               | 15 aprile 2010    | WISE                 |
| 359390 - | 2010 GO154               | 15 aprile 2010    | WISE                 |
| 359391 - | 2010 GU171               | 24 agosto 2011    | Pan-STARRS1          |
| 359392 - | 2010 HF6                 | 16 aprile 2010    | WISE                 |
| 359393 - | 2010 HC20                | 17 aprile 2010    | Mt. Lemmon Survey    |
| 359394 - | 2010 HE55                | 25 aprile 2010    | WISE                 |
| 359395 - | 2010 HM79                | 20 aprile 2010    | Spacewatch           |
| 359396 - | 2010 HS82                | 28 aprile 2010    | WISE                 |
| 359397 - | 2010 HF106               | 26 marzo 2006     | Spacewatch           |
| 359398 - | 2010 HT106               | 8 giugno 2007     | Spacewatch           |
| 359399 - | 2010 JD                  | 3 maggio 2010     | Spacewatch           |
| 359400 - | 2010 JQ23                | 4 maggio 2010     | WISE                 |

## 359401-359500
| Nome                  | Designazione provvisoria | Data di scoperta  | Scopritore               |
| --------------------- | ------------------------ | ----------------- | ------------------------ |
| 359401 -              | 2010 JB40                | 6 maggio 2010     | Mt. Lemmon Survey        |
| 359402 -              | 2010 JN43                | 1º novembre 2008  | Mt. Lemmon Survey        |
| 359403 -              | 2010 JS78                | 25 agosto 2004    | Spacewatch               |
| 359404 -              | 2010 JH79                | 7 novembre 2008   | Mt. Lemmon Survey        |
| 359405 -              | 2010 JK79                | 2 febbraio 2006   | Spacewatch               |
| 359406 -              | 2010 JV84                | 13 settembre 2007 | Mt. Lemmon Survey        |
| 359407 -              | 2010 JW99                | 15 gennaio 2008   | Mt. Lemmon Survey        |
| 359408 -              | 2010 JG115               | 8 maggio 2010     | Mt. Lemmon Survey        |
| 359409 -              | 2010 JO118               | 11 maggio 2010    | Mt. Lemmon Survey        |
| 359410 -              | 2010 JS121               | 12 maggio 2010    | Mt. Lemmon Survey        |
| 359411 -              | 2010 KD46                | 11 ottobre 2005   | LONEOS                   |
| 359412 -              | 2010 KX56                | 20 maggio 2010    | WISE                     |
| 359413 -              | 2010 KR77                | 25 maggio 2010    | WISE                     |
| 359414 -              | 2010 KQ96                | 28 maggio 2010    | WISE                     |
| 359415 -              | 2010 KU114               | 30 maggio 2010    | WISE                     |
| 359416 -              | 2010 KZ121               | 31 maggio 2010    | WISE                     |
| 359417 -              | 2010 LQ1                 | 4 giugno 2010     | CSS                      |
| 359418 -              | 2010 LT4                 | 1º giugno 2010    | WISE                     |
| 359419 -              | 2010 LL8                 | 6 marzo 2008      | Mt. Lemmon Survey        |
| 359420 -              | 2010 LF10                | 27 ottobre 2005   | CSS                      |
| 359421 -              | 2010 LF16                | 17 febbraio 2010  | Spacewatch               |
| 359422 -              | 2010 LQ16                | 17 marzo 2004     | Sloan Digital Sky Survey |
| 359423 -              | 2010 LY39                | 7 giugno 2010     | WISE                     |
| 359424 -              | 2010 LU43                | 7 giugno 2010     | WISE                     |
| 359425 -              | 2010 LO54                | 9 giugno 2010     | WISE                     |
| 359426 Lacks          | 2010 LA71                | 10 giugno 2010    | WISE                     |
| 359427 -              | 2010 LD82                | 11 giugno 2010    | WISE                     |
| 359428 -              | 2010 LJ86                | 11 giugno 2010    | WISE                     |
| 359429 -              | 2010 LA88                | 12 giugno 2010    | WISE                     |
| 359430 -              | 2010 LJ115               | 13 giugno 2010    | WISE                     |
| 359431 -              | 2010 LB118               | 14 giugno 2010    | WISE                     |
| 359432 -              | 2010 MY7                 | 16 giugno 2010    | WISE                     |
| 359433 -              | 2010 MO33                | 25 ottobre 2005   | Spacewatch               |
| 359434 -              | 2010 MJ43                | 22 giugno 2010    | WISE                     |
| 359435 -              | 2010 MK48                | 16 febbraio 2007  | CSS                      |
| 359436 -              | 2010 MT56                | 24 giugno 2010    | WISE                     |
| 359437 -              | 2010 MN63                | 24 giugno 2010    | WISE                     |
| 359438 -              | 2010 MA66                | 25 giugno 2010    | WISE                     |
| 359439 -              | 2010 MC69                | 8 marzo 2008      | Spacewatch               |
| 359440 -              | 2010 MX75                | 26 giugno 2010    | WISE                     |
| 359441 -              | 2010 MS77                | 26 giugno 2010    | WISE                     |
| 359442 -              | 2010 MG86                | 3 ottobre 1999    | Spacewatch               |
| 359443 -              | 2010 MK88                | 24 gennaio 2007   | LONEOS                   |
| 359444 -              | 2010 MS88                | 24 giugno 2010    | Mt. Lemmon Survey        |
| 359445 -              | 2010 MH96                | 28 giugno 2010    | WISE                     |
| 359446 -              | 2010 MZ97                | 17 febbraio 2007  | Spacewatch               |
| 359447 -              | 2010 MZ101               | 29 giugno 2010    | WISE                     |
| 359448 -              | 2010 MT106               | 29 agosto 2005    | Spacewatch               |
| 359449 -              | 2010 NV11                | 2 luglio 2010     | WISE                     |
| 359450 -              | 2010 NQ12                | 30 settembre 2006 | Mt. Lemmon Survey        |
| 359451 -              | 2010 NZ14                | 5 luglio 2010     | WISE                     |
| 359452 -              | 2010 NR24                | 11 settembre 2005 | Spacewatch               |
| 359453 -              | 2010 NK29                | 8 agosto 2004     | NEAT                     |
| 359454 -              | 2010 NH30                | 7 luglio 2010     | WISE                     |
| 359455 -              | 2010 NW37                | 8 luglio 2010     | WISE                     |
| 359456 -              | 2010 NG42                | 29 agosto 2005    | NEAT                     |
| 359457 -              | 2010 NE45                | 1º ottobre 2005   | CSS                      |
| 359458 -              | 2010 NE49                | 9 luglio 2010     | WISE                     |
| 359459 -              | 2010 NJ49                | 27 ottobre 2005   | Spacewatch               |
| 359460 -              | 2010 NJ51                | 10 luglio 2010    | WISE                     |
| 359461 -              | 2010 NS53                | 9 settembre 2004  | Spacewatch               |
| 359462 -              | 2010 NA55                | 10 luglio 2010    | WISE                     |
| 359463 -              | 2010 NG56                | 19 settembre 2001 | LINEAR                   |
| 359464 -              | 2010 NG61                | 11 luglio 2010    | WISE                     |
| 359465 -              | 2010 NX61                | 21 giugno 2009    | Mt. Lemmon Survey        |
| 359466 -              | 2010 NB62                | 11 luglio 2010    | WISE                     |
| 359467 -              | 2010 NF64                | 11 luglio 2010    | WISE                     |
| 359468 -              | 2010 NH70                | 8 agosto 2004     | NEAT                     |
| 359469 -              | 2010 NH75                | 15 luglio 2010    | WISE                     |
| 359470 -              | 2010 NE80                | 15 luglio 2010    | WISE                     |
| 359471 -              | 2010 ND99                | 8 aprile 2008     | Spacewatch               |
| 359472 -              | 2010 NZ114               | 14 luglio 2010    | WISE                     |
| 359473 -              | 2010 NZ117               | 14 luglio 2010    | OAM                      |
| 359474 Robertwilliams | 2010 OQ4                 | 12 agosto 2004    | Wasserman, L. H.         |
| 359475 -              | 2010 OO10                | 23 ottobre 2005   | CSS                      |
| 359476 -              | 2010 OT13                | 17 luglio 2010    | WISE                     |
| 359477 -              | 2010 OK15                | 5 marzo 2008      | Spacewatch               |
| 359478 -              | 2010 OE17                | 2 maggio 2003     | Spacewatch               |
| 359479 -              | 2010 OH20                | 27 gennaio 2007   | Mt. Lemmon Survey        |
| 359480 -              | 2010 OY26                | 21 ottobre 2001   | LINEAR                   |
| 359481 -              | 2010 OT29                | 22 ottobre 2005   | Spacewatch               |
| 359482 -              | 2010 OC31                | 20 luglio 2010    | WISE                     |
| 359483 -              | 2010 OX33                | 10 settembre 2004 | Spacewatch               |
| 359484 -              | 2010 OR34                | 10 ottobre 2004   | Spacewatch               |
| 359485 -              | 2010 OO37                | 21 giugno 2005    | NEAT                     |
| 359486 -              | 2010 OB39                | 27 febbraio 2009  | Mt. Lemmon Survey        |
| 359487 -              | 2010 OM43                | 25 novembre 2005  | CSS                      |
| 359488 -              | 2010 OL53                | 8 agosto 2005     | Siding Spring Survey     |
| 359489 -              | 2010 ON59                | 16 febbraio 2007  | CSS                      |
| 359490 -              | 2010 OK72                | 22 aprile 2009    | Mt. Lemmon Survey        |
| 359491 -              | 2010 OL81                | 6 febbraio 2007   | Spacewatch               |
| 359492 -              | 2010 OR82                | 25 ottobre 2005   | Mt. Lemmon Survey        |
| 359493 -              | 2010 OD96                | 25 dicembre 2001  | Spacewatch               |
| 359494 -              | 2010 OP99                | 10 gennaio 2007   | Spacewatch               |
| 359495 -              | 2010 OY107               | 18 agosto 2004    | Siding Spring Survey     |
| 359496 -              | 2010 OA118               | 7 agosto 2004     | CINEOS                   |
| 359497 -              | 2010 OJ127               | 30 giugno 2005    | NEAT                     |
| 359498 -              | 2010 PK61                | 14 settembre 2006 | Spacewatch               |
| 359499 -              | 2010 PJ66                | 5 febbraio 2009   | Mt. Lemmon Survey        |
| 359500 -              | 2010 PA74                | 9 febbraio 2008   | Spacewatch               |

## 359501-359600
| Nome     | Designazione provvisoria | Data di scoperta  | Scopritore        |
| -------- | ------------------------ | ----------------- | ----------------- |
| 359501 - | 2010 PE78                | 2 marzo 2001      | Spacewatch        |
| 359502 - | 2010 PV78                | 5 agosto 2010     | Birtwhistle, P.   |
| 359503 - | 2010 PQ80                | 22 settembre 2003 | NEAT              |
| 359504 - | 2010 QM                  | 16 agosto 2010    | OAM               |
| 359505 - | 2010 QD5                 | 14 settembre 1999 | LINEAR            |
| 359506 - | 2010 RV7                 | 4 marzo 2001      | Spacewatch        |
| 359507 - | 2010 RP10                | 20 luglio 2001    | NEAT              |
| 359508 - | 2010 RJ12                | 1º settembre 2010 | LINEAR            |
| 359509 - | 2010 RA14                | 17 settembre 2006 | Spacewatch        |
| 359510 - | 2010 RX43                | 23 settembre 1997 | Spacewatch        |
| 359511 - | 2010 RV46                | 25 settembre 2005 | Spacewatch        |
| 359512 - | 2010 RF48                | 30 aprile 2003    | Spacewatch        |
| 359513 - | 2010 RG49                | 8 luglio 2005     | Spacewatch        |
| 359514 - | 2010 RD51                | 13 aprile 2008    | Mt. Lemmon Survey |
| 359515 - | 2010 RN51                | 10 marzo 2004     | NEAT              |
| 359516 - | 2010 RM54                | 28 novembre 1994  | Spacewatch        |
| 359517 - | 2010 RK59                | 2 ottobre 2006    | Mt. Lemmon Survey |
| 359518 - | 2010 RV59                | 26 gennaio 2007   | Spacewatch        |
| 359519 - | 2010 RK62                | 29 luglio 2001    | NEAT              |
| 359520 - | 2010 RX63                | 3 aprile 2003     | LONEOS            |
| 359521 - | 2010 RV65                | 2 luglio 2005     | Spacewatch        |
| 359522 - | 2010 RR75                | 24 agosto 2001    | Spacewatch        |
| 359523 - | 2010 RT78                | 2 settembre 2010  | Mt. Lemmon Survey |
| 359524 - | 2010 RW83                | 1º febbraio 2008  | Mt. Lemmon Survey |
| 359525 - | 2010 RF88                | 23 settembre 2005 | Spacewatch        |
| 359526 - | 2010 RG90                | 12 agosto 2010    | Spacewatch        |
| 359527 - | 2010 RL93                | 29 agosto 2005    | NEAT              |
| 359528 - | 2010 RZ101               | 24 aprile 2003    | Spacewatch        |
| 359529 - | 2010 RT102               | 28 ottobre 2005   | Spacewatch        |
| 359530 - | 2010 RD107               | 31 marzo 2008     | Mt. Lemmon Survey |
| 359531 - | 2010 RV107               | 29 settembre 2005 | Mt. Lemmon Survey |
| 359532 - | 2010 RC108               | 4 aprile 2008     | Spacewatch        |
| 359533 - | 2010 RQ112               | 6 ottobre 2005    | Mt. Lemmon Survey |
| 359534 - | 2010 RS113               | 1º marzo 2008     | Spacewatch        |
| 359535 - | 2010 RC116               | 20 ottobre 2006   | Spacewatch        |
| 359536 - | 2010 RK125               | 30 agosto 2005    | Spacewatch        |
| 359537 - | 2010 RX131               | 13 settembre 2005 | Spacewatch        |
| 359538 - | 2010 RF137               | 18 settembre 1995 | Spacewatch        |
| 359539 - | 2010 RB143               | 18 settembre 2001 | Spacewatch        |
| 359540 - | 2010 RX144               | 29 ottobre 2005   | Spacewatch        |
| 359541 - | 2010 RU158               | 14 febbraio 1999  | Spacewatch        |
| 359542 - | 2010 RM162               | 5 marzo 2008      | Spacewatch        |
| 359543 - | 2010 RD165               | 9 settembre 2010  | Spacewatch        |
| 359544 - | 2010 RG179               | 20 gennaio 2008   | Mt. Lemmon Survey |
| 359545 - | 2010 RS179               | 4 settembre 2010  | Spacewatch        |
| 359546 - | 2010 ST4                 | 8 febbraio 2007   | Spacewatch        |
| 359547 - | 2010 SG5                 | 22 novembre 2006  | Mt. Lemmon Survey |
| 359548 - | 2010 SU17                | 10 maggio 2005    | Mt. Lemmon Survey |
| 359549 - | 2010 SO22                | 13 settembre 2005 | Spacewatch        |
| 359550 - | 2010 SG23                | 30 dicembre 2000  | Spacewatch        |
| 359551 - | 2010 SJ23                | 29 ottobre 2005   | CSS               |
| 359552 - | 2010 SF28                | 7 aprile 2008     | Mt. Lemmon Survey |
| 359553 - | 2010 SP31                | 2 marzo 2008      | Spacewatch        |
| 359554 - | 2010 ST37                | 31 ottobre 2005   | Spacewatch        |
| 359555 - | 2010 SU37                | 16 settembre 2006 | CSS               |
| 359556 - | 2010 SW38                | 17 settembre 2010 | Mt. Lemmon Survey |
| 359557 - | 2010 SW40                | 5 settembre 1999  | CSS               |
| 359558 - | 2010 SC42                | 20 luglio 1999    | Spacewatch        |
| 359559 - | 2010 TG5                 | 26 ottobre 2005   | LONEOS            |
| 359560 - | 2010 TD33                | 4 novembre 1999   | Spacewatch        |
| 359561 - | 2010 TF33                | 27 febbraio 2009  | Mt. Lemmon Survey |
| 359562 - | 2010 TU86                | 15 novembre 2006  | CSS               |
| 359563 - | 2010 TN91                | 29 marzo 2008     | Mt. Lemmon Survey |
| 359564 - | 2010 TW100               | 19 agosto 2001    | Buie, M. W.       |
| 359565 - | 2010 TY104               | 31 agosto 2005    | Spacewatch        |
| 359566 - | 2010 TC106               | 28 agosto 2005    | Spacewatch        |
| 359567 - | 2010 TT116               | 18 maggio 2004    | CINEOS            |
| 359568 - | 2010 TX119               | 23 agosto 2004    | Spacewatch        |
| 359569 - | 2010 TD121               | 2 ottobre 2005    | Mt. Lemmon Survey |
| 359570 - | 2010 TU126               | 26 novembre 2005  | Mt. Lemmon Survey |
| 359571 - | 2010 TP128               | 9 ottobre 2010    | CSS               |
| 359572 - | 2010 TZ152               | 26 agosto 2005    | NEAT              |
| 359573 - | 2010 TJ153               | 22 agosto 2004    | Spacewatch        |
| 359574 - | 2010 TT160               | 1º novembre 2006  | Mt. Lemmon Survey |
| 359575 - | 2010 TF162               | 7 febbraio 2000   | Spacewatch        |
| 359576 - | 2010 TR163               | 27 gennaio 2007   | Spacewatch        |
| 359577 - | 2010 TY174               | 28 settembre 2006 | CSS               |
| 359578 - | 2010 TR184               | 7 settembre 2004  | Spacewatch        |
| 359579 - | 2010 TM187               | 23 agosto 2004    | Spacewatch        |
| 359580 - | 2010 TE188               | 4 aprile 2003     | Spacewatch        |
| 359581 - | 2010 UA16                | 17 ottobre 2010   | Mt. Lemmon Survey |
| 359582 - | 2010 UX20                | 30 settembre 2005 | Mt. Lemmon Survey |
| 359583 - | 2010 UQ41                | 5 novembre 1994   | Spacewatch        |
| 359584 - | 2010 UA46                | 4 giugno 2003     | Spacewatch        |
| 359585 - | 2010 UA47                | 29 agosto 2009    | Spacewatch        |
| 359586 - | 2010 UA53                | 30 settembre 1999 | Spacewatch        |
| 359587 - | 2010 UN62                | 31 agosto 2005    | NEAT              |
| 359588 - | 2010 UE85                | 15 settembre 2004 | Spacewatch        |
| 359589 - | 2010 UB95                | 14 settembre 2004 | LONEOS            |
| 359590 - | 2010 UA98                | 3 settembre 2010  | Mt. Lemmon Survey |
| 359591 - | 2010 UT107               | 5 ottobre 2004    | NEAT              |
| 359592 - | 2010 VA1                 | 2 novembre 2010   | Mt. Lemmon Survey |
| 359593 - | 2010 VD59                | 27 dicembre 2006  | Mt. Lemmon Survey |
| 359594 - | 2010 VF86                | 17 settembre 2009 | Spacewatch        |
| 359595 - | 2010 VJ104               | 7 ottobre 2004    | LONEOS            |
| 359596 - | 2010 VW116               | 26 marzo 2008     | Mt. Lemmon Survey |
| 359597 - | 2010 VN131               | 20 agosto 2004    | Spacewatch        |
| 359598 - | 2010 VT152               | 30 aprile 2003    | Spacewatch        |
| 359599 - | 2010 VG164               | 1º dicembre 2006  | Spacewatch        |
| 359600 - | 2010 VU194               | 8 settembre 2004  | LINEAR            |

## 359601-359700
| Nome     | Designazione provvisoria | Data di scoperta  | Scopritore                 |
| -------- | ------------------------ | ----------------- | -------------------------- |
| 359601 - | 2010 VF207               | 10 maggio 2002    | NEAT                       |
| 359602 - | 2010 VX210               | 13 marzo 2002     | LINEAR                     |
| 359603 - | 2010 WU5                 | 20 settembre 2009 | Spacewatch                 |
| 359604 - | 2010 WZ9                 | 23 settembre 2009 | Spacewatch                 |
| 359605 - | 2010 WG13                | 9 giugno 2007     | Siding Spring Survey       |
| 359606 - | 2010 WV63                | 1º novembre 2010  | Spacewatch                 |
| 359607 - | 2010 WD64                | 26 ottobre 2009   | Spacewatch                 |
| 359608 - | 2010 WQ72                | 23 ottobre 2009   | Spacewatch                 |
| 359609 - | 2010 WP74                | 11 aprile 2002    | LINEAR                     |
| 359610 - | 2010 XG39                | 6 ottobre 2008    | Mt. Lemmon Survey          |
| 359611 - | 2010 XP88                | 22 ottobre 2006   | Mt. Lemmon Survey          |
| 359612 - | 2011 BK78                | 8 agosto 2004     | LINEAR                     |
| 359613 - | 2011 BH153               | 17 febbraio 2007  | Spacewatch                 |
| 359614 - | 2011 GK3                 | 14 dicembre 2010  | Mt. Lemmon Survey          |
| 359615 - | 2011 JR3                 | 30 settembre 2006 | Siding Spring Survey       |
| 359616 - | 2011 JA11                | 8 maggio 2011     | Mt. Lemmon Survey          |
| 359617 - | 2011 OQ13                | 19 febbraio 2009  | Mt. Lemmon Survey          |
| 359618 - | 2011 OY18                | 13 dicembre 2009  | LINEAR                     |
| 359619 - | 2011 OC23                | 25 luglio 2003    | NEAT                       |
| 359620 - | 2011 OR49                | 19 settembre 2003 | LONEOS                     |
| 359621 - | 2011 OS59                | 27 luglio 2011    | Wasserman, L. H.           |
| 359622 - | 2011 PZ8                 | 24 settembre 2008 | Spacewatch                 |
| 359623 - | 2011 QW9                 | 23 settembre 2008 | CSS                        |
| 359624 - | 2011 QR12                | 7 gennaio 2010    | CSS                        |
| 359625 - | 2011 QU13                | 12 settembre 2007 | CSS                        |
| 359626 - | 2011 QL16                | 27 settembre 1998 | LONEOS                     |
| 359627 - | 2011 QP18                | 9 ottobre 2004    | LONEOS                     |
| 359628 - | 2011 QW19                | 20 gennaio 2009   | Mt. Lemmon Survey          |
| 359629 - | 2011 QX20                | 21 dicembre 2008  | Spacewatch                 |
| 359630 - | 2011 QY28                | 18 settembre 2007 | Spacewatch                 |
| 359631 - | 2011 QU42                | 28 settembre 1997 | Spacewatch                 |
| 359632 - | 2011 QK47                | 13 marzo 2010     | Mt. Lemmon Survey          |
| 359633 - | 2011 QB49                | 27 giugno 2011    | Mt. Lemmon Survey          |
| 359634 - | 2011 QX60                | 7 settembre 2008  | Mt. Lemmon Survey          |
| 359635 - | 2011 QB61                | 1º febbraio 2006  | Mt. Lemmon Survey          |
| 359636 - | 2011 QM62                | 29 dicembre 2005  | LINEAR                     |
| 359637 - | 2011 QP66                | 13 giugno 2011    | Mt. Lemmon Survey          |
| 359638 - | 2011 QO67                | 30 ottobre 2008   | Mt. Lemmon Survey          |
| 359639 - | 2011 QD68                | 25 aprile 2007    | Spacewatch                 |
| 359640 - | 2011 QF70                | 24 agosto 2011    | OAM                        |
| 359641 - | 2011 QU72                | 10 settembre 2004 | LINEAR                     |
| 359642 - | 2011 QV91                | 20 marzo 1999     | Sloan Digital Sky Survey   |
| 359643 - | 2011 RD2                 | 5 ottobre 2004    | Spacewatch                 |
| 359644 - | 2011 RO11                | 21 novembre 2000  | LINEAR                     |
| 359645 - | 2011 RQ12                | 29 marzo 2000     | Spacewatch                 |
| 359646 - | 2011 RF13                | 16 gennaio 2009   | Mt. Lemmon Survey          |
| 359647 - | 2011 RJ18                | 24 settembre 2008 | Mt. Lemmon Survey          |
| 359648 - | 2011 SQ                  | 18 dicembre 2003  | Spacewatch                 |
| 359649 - | 2011 SN3                 | 18 settembre 2004 | LINEAR                     |
| 359650 - | 2011 ST4                 | 2 novembre 2004   | LONEOS                     |
| 359651 - | 2011 SU4                 | 4 ottobre 2004    | Spacewatch                 |
| 359652 - | 2011 SM11                | 23 settembre 2000 | LINEAR                     |
| 359653 - | 2011 ST28                | 24 settembre 1960 | Schmadel, L. D., Stoss, R. |
| 359654 - | 2011 SO35                | 9 febbraio 2006   | NEAT                       |
| 359655 - | 2011 SR35                | 12 settembre 1998 | Spacewatch                 |
| 359656 - | 2011 SA36                | 12 marzo 2008     | Spacewatch                 |
| 359657 - | 2011 ST49                | 6 dicembre 2005   | Mt. Lemmon Survey          |
| 359658 - | 2011 SV53                | 29 ottobre 2003   | Spacewatch                 |
| 359659 - | 2011 SP54                | 22 settembre 2008 | Mt. Lemmon Survey          |
| 359660 - | 2011 SV63                | 5 dicembre 2008   | Mt. Lemmon Survey          |
| 359661 - | 2011 SO67                | 13 agosto 2007    | LINEAR                     |
| 359662 - | 2011 SQ76                | 4 novembre 1996   | Spacewatch                 |
| 359663 - | 2011 SW82                | 20 settembre 2011 | Mt. Lemmon Survey          |
| 359664 - | 2011 SW87                | 22 settembre 2003 | NEAT                       |
| 359665 - | 2011 SF88                | 12 marzo 2005     | Spacewatch                 |
| 359666 - | 2011 SN91                | 3 marzo 2009      | Spacewatch                 |
| 359667 - | 2011 SU92                | 22 dicembre 2003  | Spacewatch                 |
| 359668 - | 2011 SW104               | 11 marzo 2005     | Mt. Lemmon Survey          |
| 359669 - | 2011 SP105               | 15 dicembre 2007  | Mt. Lemmon Survey          |
| 359670 - | 2011 SJ106               | 17 dicembre 2001  | LINEAR                     |
| 359671 - | 2011 SO107               | 27 novembre 2000  | Spacewatch                 |
| 359672 - | 2011 SQ107               | 19 ottobre 2007   | CSS                        |
| 359673 - | 2011 SL114               | 24 marzo 2006     | Spacewatch                 |
| 359674 - | 2011 SL115               | 21 marzo 2009     | Mt. Lemmon Survey          |
| 359675 - | 2011 SE117               | 6 aprile 2008     | Mt. Lemmon Survey          |
| 359676 - | 2011 SJ119               | 24 settembre 2000 | LINEAR                     |
| 359677 - | 2011 SA123               | 16 ottobre 2001   | LINEAR                     |
| 359678 - | 2011 ST125               | 21 marzo 2009     | Mt. Lemmon Survey          |
| 359679 - | 2011 SX128               | 1º novembre 2008  | Mt. Lemmon Survey          |
| 359680 - | 2011 SY132               | 2 aprile 2009     | Spacewatch                 |
| 359681 - | 2011 SJ142               | 8 settembre 2007  | Mt. Lemmon Survey          |
| 359682 - | 2011 SE144               | 20 gennaio 2009   | Mt. Lemmon Survey          |
| 359683 - | 2011 SK144               | 9 aprile 2010     | Spacewatch                 |
| 359684 - | 2011 SC154               | 30 novembre 2003  | Spacewatch                 |
| 359685 - | 2011 SN163               | 23 agosto 2004    | Spacewatch                 |
| 359686 - | 2011 SR163               | 4 febbraio 2000   | Spacewatch                 |
| 359687 - | 2011 SW171               | 19 agosto 2006    | Spacewatch                 |
| 359688 - | 2011 SH172               | 14 dicembre 2007  | Mt. Lemmon Survey          |
| 359689 - | 2011 SY172               | 16 settembre 2010 | Mt. Lemmon Survey          |
| 359690 - | 2011 SN179               | 21 agosto 2006    | Spacewatch                 |
| 359691 - | 2011 SQ182               | 18 settembre 2006 | Spacewatch                 |
| 359692 - | 2011 SB183               | 18 dicembre 2007  | Spacewatch                 |
| 359693 - | 2011 SL184               | 9 settembre 2002  | CINEOS                     |
| 359694 - | 2011 SC185               | 26 novembre 2003  | Spacewatch                 |
| 359695 - | 2011 ST205               | 10 aprile 2003    | Spacewatch                 |
| 359696 - | 2011 SD210               | 1º febbraio 2009  | Spacewatch                 |
| 359697 - | 2011 SX211               | 29 dicembre 2008  | Spacewatch                 |
| 359698 - | 2011 SG215               | 21 marzo 2002     | Spacewatch                 |
| 359699 - | 2011 SX218               | 9 settembre 2004  | LINEAR                     |
| 359700 - | 2011 SX222               | 10 ottobre 2007   | CSS                        |

## 359701-359800
| Nome     | Designazione provvisoria | Data di scoperta  | Scopritore                     |
| -------- | ------------------------ | ----------------- | ------------------------------ |
| 359701 - | 2011 SS228               | 8 luglio 2004     | Siding Spring Survey           |
| 359702 - | 2011 SB233               | 1º febbraio 2009  | Spacewatch                     |
| 359703 - | 2011 SB249               | 16 novembre 2006  | Spacewatch                     |
| 359704 - | 2011 SP249               | 5 dicembre 2002   | LINEAR                         |
| 359705 - | 2011 SX250               | 21 dicembre 2006  | Spacewatch                     |
| 359706 - | 2011 SL257               | 25 febbraio 2006  | Spacewatch                     |
| 359707 - | 2011 SU272               | 3 ottobre 2002    | NEAT                           |
| 359708 - | 2011 SP274               | 19 settembre 2001 | LINEAR                         |
| 359709 - | 2011 TS3                 | 2 novembre 2006   | Mt. Lemmon Survey              |
| 359710 - | 2011 TE4                 | 24 dicembre 2005  | Spacewatch                     |
| 359711 - | 2011 TX5                 | 13 dicembre 2006  | CSS                            |
| 359712 - | 2011 TJ8                 | 8 settembre 2008  | Siding Spring Survey           |
| 359713 - | 2011 TV9                 | 16 settembre 2004 | Spacewatch                     |
| 359714 - | 2011 TT11                | 15 gennaio 1996   | Spacewatch                     |
| 359715 - | 2011 TD16                | 18 marzo 2009     | Spacewatch                     |
| 359716 - | 2011 TE16                | 29 settembre 2005 | Spacewatch                     |
| 359717 - | 2011 UO1                 | 13 febbraio 2008  | CSS                            |
| 359718 - | 2011 UD3                 | 15 settembre 2002 | NEAT                           |
| 359719 - | 2011 UV5                 | 2 aprile 2005     | Mt. Lemmon Survey              |
| 359720 - | 2011 UN6                 | 11 novembre 2004  | Spacewatch                     |
| 359721 - | 2011 UK9                 | 27 marzo 2004     | CSS                            |
| 359722 - | 2011 UG12                | 9 aprile 2010     | Mt. Lemmon Survey              |
| 359723 - | 2011 UL13                | 19 dicembre 2007  | Mt. Lemmon Survey              |
| 359724 - | 2011 UH24                | 18 luglio 2007    | OAM                            |
| 359725 - | 2011 UE25                | 5 dicembre 2007   | Spacewatch                     |
| 359726 - | 2011 UD28                | 19 settembre 2006 | CSS                            |
| 359727 - | 2011 UU28                | 1º aprile 2009    | Spacewatch                     |
| 359728 - | 2011 UT29                | 3 marzo 2000      | LINEAR                         |
| 359729 - | 2011 UQ30                | 7 ottobre 2005    | Mt. Lemmon Survey              |
| 359730 - | 2011 UA31                | 31 dicembre 2007  | Spacewatch                     |
| 359731 - | 2011 UY36                | 18 giugno 2010    | Mt. Lemmon Survey              |
| 359732 - | 2011 UG37                | 18 dicembre 2007  | Mt. Lemmon Survey              |
| 359733 - | 2011 UY37                | 1º giugno 2010    | Schwartz, M., Holvorcem, P. R. |
| 359734 - | 2011 UU39                | 1º ottobre 1998   | Spacewatch                     |
| 359735 - | 2011 UP45                | 11 aprile 2002    | NEAT                           |
| 359736 - | 2011 UJ49                | 11 aprile 2005    | Mt. Lemmon Survey              |
| 359737 - | 2011 UR50                | 4 novembre 2002   | NEAT                           |
| 359738 - | 2011 UU50                | 16 gennaio 2004   | NEAT                           |
| 359739 - | 2011 UN51                | 20 aprile 2009    | Mt. Lemmon Survey              |
| 359740 - | 2011 UR51                | 6 aprile 2005     | Mt. Lemmon Survey              |
| 359741 - | 2011 UE54                | 30 maggio 2010    | WISE                           |
| 359742 - | 2011 UN56                | 16 marzo 2004     | Spacewatch                     |
| 359743 - | 2011 UA58                | 7 maggio 2010     | Mt. Lemmon Survey              |
| 359744 - | 2011 UN61                | 5 novembre 2007   | Mt. Lemmon Survey              |
| 359745 - | 2011 UM70                | 20 marzo 1999     | Sloan Digital Sky Survey       |
| 359746 - | 2011 UO70                | 14 ottobre 2007   | Mt. Lemmon Survey              |
| 359747 - | 2011 UV73                | 15 settembre 2007 | Mt. Lemmon Survey              |
| 359748 - | 2011 UV78                | 28 febbraio 2008  | Mt. Lemmon Survey              |
| 359749 - | 2011 UQ80                | 21 dicembre 2003  | Spacewatch                     |
| 359750 - | 2011 UT83                | 30 settembre 2006 | Spacewatch                     |
| 359751 - | 2011 UR85                | 8 gennaio 2005    | LINEAR                         |
| 359752 - | 2011 UP89                | 20 agosto 2002    | NEAT                           |
| 359753 - | 2011 UT89                | 1º maggio 2003    | Spacewatch                     |
| 359754 - | 2011 UQ92                | 10 agosto 2002    | Buie, M. W.                    |
| 359755 - | 2011 UZ92                | 21 ottobre 2007   | Mt. Lemmon Survey              |
| 359756 - | 2011 US98                | 19 settembre 2003 | Spacewatch                     |
| 359757 - | 2011 UB99                | 22 maggio 2010    | WISE                           |
| 359758 - | 2011 UL99                | 6 ottobre 2000    | NEAT                           |
| 359759 - | 2011 UN99                | 19 agosto 2006    | Spacewatch                     |
| 359760 - | 2011 UW102               | 22 aprile 2009    | Mt. Lemmon Survey              |
| 359761 - | 2011 UE105               | 2 aprile 2006     | Spacewatch                     |
| 359762 - | 2011 UF108               | 5 dicembre 2007   | CSS                            |
| 359763 - | 2011 UA113               | 9 maggio 2006     | Mt. Lemmon Survey              |
| 359764 - | 2011 UP113               | 8 gennaio 2007    | Mt. Lemmon Survey              |
| 359765 - | 2011 UQ116               | 1º novembre 2007  | Spacewatch                     |
| 359766 - | 2011 UH122               | 23 ottobre 2001   | LINEAR                         |
| 359767 - | 2011 UV122               | 20 febbraio 2009  | Mt. Lemmon Survey              |
| 359768 - | 2011 UH126               | 9 luglio 2004     | LINEAR                         |
| 359769 - | 2011 UP126               | 21 ottobre 2007   | Mt. Lemmon Survey              |
| 359770 - | 2011 UZ126               | 2 ottobre 2006    | Mt. Lemmon Survey              |
| 359771 - | 2011 UV127               | 1º settembre 2006 | Young, J. W.                   |
| 359772 - | 2011 UH133               | 29 ottobre 2005   | CSS                            |
| 359773 - | 2011 US134               | 30 dicembre 2008  | Mt. Lemmon Survey              |
| 359774 - | 2011 UC135               | 11 maggio 2005    | NEAT                           |
| 359775 - | 2011 UK137               | 14 dicembre 2006  | NEAT                           |
| 359776 - | 2011 UM139               | 18 dicembre 2007  | Mt. Lemmon Survey              |
| 359777 - | 2011 UX140               | 18 aprile 2010    | WISE                           |
| 359778 - | 2011 UH142               | 30 gennaio 2008   | Mt. Lemmon Survey              |
| 359779 - | 2011 UR145               | 17 marzo 2004     | Spacewatch                     |
| 359780 - | 2011 UP146               | 29 agosto 2006    | Spacewatch                     |
| 359781 - | 2011 UM148               | 30 maggio 2009    | Mt. Lemmon Survey              |
| 359782 - | 2011 UC159               | 16 novembre 2002  | NEAT                           |
| 359783 - | 2011 UZ159               | 29 agosto 2005    | NEAT                           |
| 359784 - | 2011 UR160               | 11 novembre 2007  | Mt. Lemmon Survey              |
| 359785 - | 2011 UT160               | 24 marzo 2003     | Spacewatch                     |
| 359786 - | 2011 UM163               | 3 ottobre 2003    | Spacewatch                     |
| 359787 - | 2011 UW163               | 25 settembre 2006 | Spacewatch                     |
| 359788 - | 2011 UK183               | 4 maggio 2005     | Mt. Lemmon Survey              |
| 359789 - | 2011 UP183               | 15 dicembre 2007  | Mt. Lemmon Survey              |
| 359790 - | 2011 UO185               | 17 novembre 2006  | CSS                            |
| 359791 - | 2011 UA186               | 7 dicembre 2008   | Mt. Lemmon Survey              |
| 359792 - | 2011 UD191               | 28 agosto 2006    | Spacewatch                     |
| 359793 - | 2011 UV193               | 6 ottobre 2002    | NEAT                           |
| 359794 - | 2011 UF198               | 28 agosto 2006    | Spacewatch                     |
| 359795 - | 2011 UE200               | 4 ottobre 2006    | Mt. Lemmon Survey              |
| 359796 - | 2011 UB202               | 23 marzo 2006     | Mt. Lemmon Survey              |
| 359797 - | 2011 UN203               | 10 giugno 2010    | WISE                           |
| 359798 - | 2011 UE211               | 12 gennaio 2002   | Spacewatch                     |
| 359799 - | 2011 UG238               | 26 settembre 2006 | Spacewatch                     |
| 359800 - | 2011 UM238               | 8 aprile 2002     | NEAT                           |

## 359801-359900
| Nome                 | Designazione provvisoria | Data di scoperta  | Scopritore                |
| -------------------- | ------------------------ | ----------------- | ------------------------- |
| 359801 -             | 2011 UF241               | 4 novembre 2004   | CSS                       |
| 359802 -             | 2011 UC244               | 11 ottobre 2006   | Spacewatch                |
| 359803 -             | 2011 UJ245               | 13 settembre 2007 | Mt. Lemmon Survey         |
| 359804 -             | 2011 UR247               | 9 ottobre 2004    | Spacewatch                |
| 359805 -             | 2011 UU249               | 25 aprile 2003    | Spacewatch                |
| 359806 -             | 2011 US251               | 17 dicembre 2001  | LINEAR                    |
| 359807 -             | 2011 UZ251               | 7 febbraio 2002   | Spacewatch                |
| 359808 -             | 2011 UC252               | 4 maggio 2009     | Mt. Lemmon Survey         |
| 359809 -             | 2011 UA259               | 12 febbraio 2004  | Spacewatch                |
| 359810 -             | 2011 UJ263               | 25 settembre 2007 | Mt. Lemmon Survey         |
| 359811 -             | 2011 UZ263               | 15 dicembre 2007  | LINEAR                    |
| 359812 -             | 2011 UZ264               | 19 gennaio 2004   | LONEOS                    |
| 359813 -             | 2011 UC266               | 18 ottobre 2002   | NEAT                      |
| 359814 -             | 2011 UA267               | 10 settembre 2002 | NEAT                      |
| 359815 -             | 2011 UM275               | 17 novembre 2001  | Spacewatch                |
| 359816 -             | 2011 UO279               | 11 marzo 2008     | Mt. Lemmon Survey         |
| 359817 -             | 2011 UH280               | 25 settembre 2006 | Spacewatch                |
| 359818 -             | 2011 UW280               | 17 gennaio 2007   | Mt. Lemmon Survey         |
| 359819 -             | 2011 UY281               | 9 ottobre 2002    | Spacewatch                |
| 359820 -             | 2011 UA290               | 28 gennaio 2006   | Spacewatch                |
| 359821 -             | 2011 UP293               | 30 gennaio 2004   | Spacewatch                |
| 359822 Hansboesgaard | 2011 UW298               | 24 settembre 2011 | Pan-STARRS1               |
| 359823 -             | 2011 US301               | 12 ottobre 1998   | Spacewatch                |
| 359824 -             | 2011 UJ305               | 5 ottobre 2002    | NEAT                      |
| 359825 -             | 2011 UT305               | 30 dicembre 2008  | Spacewatch                |
| 359826 -             | 2011 UR307               | 16 agosto 2002    | Spacewatch                |
| 359827 -             | 2011 US311               | 31 marzo 2008     | Spacewatch                |
| 359828 -             | 2011 UX316               | 29 marzo 2004     | Spacewatch                |
| 359829 -             | 2011 UG317               | 14 gennaio 2002   | Spacewatch                |
| 359830 -             | 2011 UE318               | 20 novembre 2001  | LINEAR                    |
| 359831 -             | 2011 UX319               | 12 febbraio 2004  | Spacewatch                |
| 359832 -             | 2011 UH320               | 25 novembre 2006  | Spacewatch                |
| 359833 -             | 2011 US320               | 16 ottobre 2007   | CSS                       |
| 359834 -             | 2011 UX320               | 29 dicembre 2003  | Spacewatch                |
| 359835 -             | 2011 UX323               | 25 settembre 2006 | Mt. Lemmon Survey         |
| 359836 -             | 2011 UB333               | 15 febbraio 2004  | CSS                       |
| 359837 -             | 2011 UX333               | 27 marzo 2003     | Spacewatch                |
| 359838 -             | 2011 UH337               | 29 settembre 1995 | Spacewatch                |
| 359839 -             | 2011 UV338               | 3 ottobre 2006    | Mt. Lemmon Survey         |
| 359840 -             | 2011 UW340               | 17 settembre 2006 | Spacewatch                |
| 359841 -             | 2011 UX342               | 10 marzo 2008     | Spacewatch                |
| 359842 -             | 2011 UG343               | 23 marzo 2004     | Spacewatch                |
| 359843 -             | 2011 UL343               | 28 gennaio 2009   | CSS                       |
| 359844 -             | 2011 UN343               | 25 dicembre 1995  | Spacewatch                |
| 359845 -             | 2011 UU345               | 13 dicembre 2006  | Mt. Lemmon Survey         |
| 359846 -             | 2011 UR351               | 26 febbraio 2003  | CINEOS                    |
| 359847 -             | 2011 UK352               | 28 settembre 2011 | Gerke, V., Novichonok, A. |
| 359848 -             | 2011 UU353               | 21 ottobre 2006   | Mt. Lemmon Survey         |
| 359849 -             | 2011 UR359               | 18 gennaio 2009   | CSS                       |
| 359850 -             | 2011 UY359               | 21 agosto 2006    | Spacewatch                |
| 359851 -             | 2011 UH369               | 27 febbraio 2009  | Spacewatch                |
| 359852 -             | 2011 UF382               | 29 agosto 2005    | Spacewatch                |
| 359853 -             | 2011 UQ382               | 27 marzo 2003     | Spacewatch                |
| 359854 -             | 2011 UB383               | 21 agosto 2006    | Spacewatch                |
| 359855 -             | 2011 UN383               | 29 agosto 2006    | Spacewatch                |
| 359856 -             | 2011 US384               | 23 ottobre 2006   | Mt. Lemmon Survey         |
| 359857 -             | 2011 UN400               | 5 dicembre 2007   | Spacewatch                |
| 359858 -             | 2011 UU401               | 20 ottobre 2003   | Spacewatch                |
| 359859 -             | 2011 US406               | 15 gennaio 1996   | Spacewatch                |
| 359860 -             | 2011 VF1                 | 25 novembre 2006  | Spacewatch                |
| 359861 -             | 2011 VL2                 | 31 dicembre 2007  | CSS                       |
| 359862 -             | 2011 VD3                 | 26 agosto 2005    | NEAT                      |
| 359863 -             | 2011 VR4                 | 12 febbraio 2008  | Mt. Lemmon Survey         |
| 359864 -             | 2011 VE12                | 21 ottobre 2006   | Mt. Lemmon Survey         |
| 359865 -             | 2011 VR13                | 16 ottobre 2003   | Spacewatch                |
| 359866 -             | 2011 VC18                | 28 gennaio 2006   | Spacewatch                |
| 359867 -             | 2011 VW20                | 11 aprile 2005    | Spacewatch                |
| 359868 -             | 2011 WG                  | 26 marzo 2003     | Spacewatch                |
| 359869 -             | 2011 WW3                 | 3 marzo 2009      | Mt. Lemmon Survey         |
| 359870 -             | 2011 WC6                 | 26 febbraio 2007  | Mt. Lemmon Survey         |
| 359871 -             | 2011 WO8                 | 22 ottobre 1995   | Spacewatch                |
| 359872 -             | 2011 WL10                | 13 maggio 2005    | Mt. Lemmon Survey         |
| 359873 -             | 2011 WD11                | 13 marzo 2005     | Mt. Lemmon Survey         |
| 359874 -             | 2011 WX11                | 8 settembre 2000  | Spacewatch                |
| 359875 -             | 2011 WE13                | 27 novembre 2006  | Spacewatch                |
| 359876 -             | 2011 WA21                | 28 ottobre 2005   | Spacewatch                |
| 359877 -             | 2011 WO22                | 8 novembre 2007   | Mt. Lemmon Survey         |
| 359878 -             | 2011 WR26                | 21 agosto 2006    | Spacewatch                |
| 359879 -             | 2011 WX28                | 28 maggio 2009    | Mt. Lemmon Survey         |
| 359880 -             | 2011 WX30                | 27 agosto 2005    | Spacewatch                |
| 359881 -             | 2011 WU32                | 27 marzo 2003     | NEAT                      |
| 359882 -             | 2011 WA34                | 19 ottobre 2006   | Mt. Lemmon Survey         |
| 359883 -             | 2011 WE43                | 25 novembre 2000  | LINEAR                    |
| 359884 -             | 2011 WS43                | 15 dicembre 2006  | Spacewatch                |
| 359885 -             | 2011 WV43                | 13 giugno 2005    | Mt. Lemmon Survey         |
| 359886 -             | 2011 WW43                | 10 aprile 2005    | Siding Spring Survey      |
| 359887 -             | 2011 WN44                | 13 febbraio 2008  | Spacewatch                |
| 359888 -             | 2011 WZ44                | 29 settembre 2005 | Spacewatch                |
| 359889 -             | 2011 WO48                | 27 febbraio 2008  | Mt. Lemmon Survey         |
| 359890 -             | 2011 WP48                | 31 luglio 2005    | NEAT                      |
| 359891 -             | 2011 WL49                | 13 aprile 1997    | Spacewatch                |
| 359892 -             | 2011 WP52                | 1º ottobre 2005   | Mt. Lemmon Survey         |
| 359893 -             | 2011 WT55                | 22 novembre 2006  | Mt. Lemmon Survey         |
| 359894 -             | 2011 WD58                | 6 aprile 2008     | Mt. Lemmon Survey         |
| 359895 -             | 2011 WU58                | 12 gennaio 2002   | Nyukasa                   |
| 359896 -             | 2011 WN59                | 13 settembre 2007 | CSS                       |
| 359897 -             | 2011 WJ60                | 17 novembre 2004  | Siding Spring Survey      |
| 359898 -             | 2011 WQ60                | 15 settembre 2006 | Spacewatch                |
| 359899 -             | 2011 WA61                | 6 dicembre 2007   | Spacewatch                |
| 359900 -             | 2011 WE63                | 5 ottobre 2003    | Spacewatch                |

## 359901-360000
| Nome     | Designazione provvisoria | Data di scoperta  | Scopritore               |
| -------- | ------------------------ | ----------------- | ------------------------ |
| 359901 - | 2011 WB69                | 28 dicembre 2003  | LINEAR                   |
| 359902 - | 2011 WK71                | 24 ottobre 2005   | Spacewatch               |
| 359903 - | 2011 WE73                | 14 agosto 2001    | NEAT                     |
| 359904 - | 2011 WP81                | 5 novembre 2007   | Mt. Lemmon Survey        |
| 359905 - | 2011 WX82                | 20 dicembre 2007  | Mt. Lemmon Survey        |
| 359906 - | 2011 WY88                | 26 ottobre 2005   | Spacewatch               |
| 359907 - | 2011 WS90                | 12 ottobre 2007   | Spacewatch               |
| 359908 - | 2011 WW90                | 17 dicembre 2007  | Spacewatch               |
| 359909 - | 2011 WF101               | 9 febbraio 2007   | CSS                      |
| 359910 - | 2011 WD102               | 14 maggio 2005    | Mt. Lemmon Survey        |
| 359911 - | 2011 WY102               | 2 settembre 2010  | Mt. Lemmon Survey        |
| 359912 - | 2011 WS108               | 16 febbraio 2004  | Spacewatch               |
| 359913 - | 2011 WA110               | 30 settembre 2005 | Mt. Lemmon Survey        |
| 359914 - | 2011 WJ114               | 20 dicembre 2006  | CSS                      |
| 359915 - | 2011 WC116               | 20 novembre 2004  | Spacewatch               |
| 359916 - | 2011 WB117               | 14 dicembre 2007  | Spacewatch               |
| 359917 - | 2011 WS124               | 26 marzo 2008     | Mt. Lemmon Survey        |
| 359918 - | 2011 WX125               | 19 marzo 2009     | Spacewatch               |
| 359919 - | 2011 WT129               | 21 agosto 2006    | NEAT                     |
| 359920 - | 2011 WS131               | 26 settembre 2005 | Spacewatch               |
| 359921 - | 2011 WY134               | 10 marzo 2005     | Mt. Lemmon Survey        |
| 359922 - | 2011 WN137               | 5 luglio 2005     | Mt. Lemmon Survey        |
| 359923 - | 2011 WR137               | 3 ottobre 2005    | CSS                      |
| 359924 - | 2011 WY137               | 4 marzo 2006      | Mt. Lemmon Survey        |
| 359925 - | 2011 WD145               | 18 dicembre 2007  | Mt. Lemmon Survey        |
| 359926 - | 2011 WA146               | 30 marzo 2008     | Spacewatch               |
| 359927 - | 2011 WJ147               | 29 agosto 2005    | Spacewatch               |
| 359928 - | 2011 WB151               | 11 febbraio 2002  | LINEAR                   |
| 359929 - | 2011 WH151               | 22 dicembre 2003  | Spacewatch               |
| 359930 - | 2011 WN152               | 13 ottobre 2010   | Mt. Lemmon Survey        |
| 359931 - | 2011 WR152               | 6 marzo 2008      | Mt. Lemmon Survey        |
| 359932 - | 2011 XX3                 | 11 novembre 2007  | Mt. Lemmon Survey        |
| 359933 - | 2011 YF2                 | 25 maggio 2003    | Spacewatch               |
| 359934 - | 2011 YX16                | 25 novembre 2005  | CSS                      |
| 359935 - | 2011 YX17                | 31 gennaio 2008   | CSS                      |
| 359936 - | 2011 YW20                | 29 giugno 2010    | WISE                     |
| 359937 - | 2011 YQ24                | 5 dicembre 1999   | Spacewatch               |
| 359938 - | 2011 YN34                | 31 gennaio 2008   | Mt. Lemmon Survey        |
| 359939 - | 2011 YF38                | 4 marzo 2000      | Spacewatch               |
| 359940 - | 2011 YR44                | 11 aprile 2003    | Spacewatch               |
| 359941 - | 2011 YQ52                | 25 aprile 2003    | Spacewatch               |
| 359942 - | 2011 YQ61                | 5 maggio 2003     | Spacewatch               |
| 359943 - | 2011 YG75                | 13 ottobre 2009   | Bickel, W.               |
| 359944 - | 2012 AS1                 | 28 novembre 2005  | CSS                      |
| 359945 - | 2012 AR8                 | 12 giugno 2007    | Balam, D. D.             |
| 359946 - | 2012 AX15                | 11 aprile 2002    | NEAT                     |
| 359947 - | 2012 AN19                | 29 luglio 2006    | Siding Spring Survey     |
| 359948 - | 2012 AG24                | 1º dicembre 2005  | Spacewatch               |
| 359949 - | 2012 BM                  | 16 novembre 2006  | Mt. Lemmon Survey        |
| 359950 - | 2012 BF2                 | 6 novembre 1991   | Spacewatch               |
| 359951 - | 2012 BD12                | 27 maggio 2009    | Mt. Lemmon Survey        |
| 359952 - | 2012 BL29                | 11 maggio 2003    | Spacewatch               |
| 359953 - | 2012 BS31                | 22 febbraio 2007  | Spacewatch               |
| 359954 - | 2012 BT31                | 1º aprile 2003    | Sloan Digital Sky Survey |
| 359955 - | 2012 BZ31                | 30 novembre 2005  | Spacewatch               |
| 359956 - | 2012 BB41                | 7 luglio 2005     | Spacewatch               |
| 359957 - | 2012 BY50                | 6 dicembre 2010   | Mt. Lemmon Survey        |
| 359958 - | 2012 BV51                | 24 luglio 2003    | NEAT                     |
| 359959 - | 2012 BW59                | 23 giugno 2009    | Mt. Lemmon Survey        |
| 359960 - | 2012 BQ61                | 12 ottobre 2009   | Mt. Lemmon Survey        |
| 359961 - | 2012 BN71                | 9 ottobre 2008    | Mt. Lemmon Survey        |
| 359962 - | 2012 BB76                | 26 ottobre 1995   | Spacewatch               |
| 359963 - | 2012 BX76                | 26 ottobre 2009   | Spacewatch               |
| 359964 - | 2012 BV88                | 11 marzo 2007     | LONEOS                   |
| 359965 - | 2012 BA97                | 24 settembre 2008 | Spacewatch               |
| 359966 - | 2012 BP129               | 9 luglio 2005     | Spacewatch               |
| 359967 - | 2012 BD151               | 13 novembre 2006  | CSS                      |
| 359968 - | 2012 BT151               | 19 gennaio 2004   | Spacewatch               |
| 359969 - | 2012 CM17                | 24 agosto 2007    | Spacewatch               |
| 359970 - | 2012 DV97                | 31 agosto 2005    | NEAT                     |
| 359971 - | 2012 DJ98                | 24 luglio 1995    | Spacewatch               |
| 359972 - | 2012 FF77                | 13 marzo 2002     | Spacewatch               |
| 359973 - | 2012 GO14                | 14 settembre 1999 | Spacewatch               |
| 359974 - | 2012 HS2                 | 28 dicembre 2011  | Mt. Lemmon Survey        |
| 359975 - | 2012 HQ13                | 26 ottobre 2009   | Spacewatch               |
| 359976 - | 2012 TZ166               | 9 novembre 1999   | LINEAR                   |
| 359977 - | 2012 TR169               | 24 aprile 2006    | Spacewatch               |
| 359978 - | 2012 TB241               | 1º marzo 2009     | Mt. Lemmon Survey        |
| 359979 - | 2012 TJ318               | 24 settembre 2003 | NEAT                     |
| 359980 - | 2012 UZ32                | 7 novembre 2007   | Spacewatch               |
| 359981 - | 2012 UK86                | 16 febbraio 2004  | Spacewatch               |
| 359982 - | 2012 UQ109               | 17 gennaio 2007   | NEAT                     |
| 359983 - | 2012 UM169               | 15 ottobre 2003   | NEAT                     |
| 359984 - | 2012 VE16                | 10 ottobre 1996   | Spacewatch               |
| 359985 - | 2012 VU30                | 26 aprile 2003    | Spacewatch               |
| 359986 - | 2012 VQ33                | 21 febbraio 2003  | NEAT                     |
| 359987 - | 2012 VR33                | 18 agosto 2006    | Spacewatch               |
| 359988 - | 2012 VH39                | 20 novembre 2003  | LINEAR                   |
| 359989 - | 2012 VA46                | 16 gennaio 2004   | Spacewatch               |
| 359990 - | 2012 VX56                | 2 novembre 2007   | Mt. Lemmon Survey        |
| 359991 - | 2012 VW68                | 10 ottobre 2007   | Spacewatch               |
| 359992 - | 2012 VW84                | 12 settembre 2005 | Spacewatch               |
| 359993 - | 2012 VH93                | 22 aprile 2009    | Mt. Lemmon Survey        |
| 359994 - | 2012 VG98                | 15 maggio 2005    | Mt. Lemmon Survey        |
| 359995 - | 2012 VA102               | 29 agosto 2006    | Spacewatch               |
| 359996 - | 2012 VG104               | 6 ottobre 1996    | Spacewatch               |
| 359997 - | 2012 VJ107               | 15 gennaio 2004   | Spacewatch               |
| 359998 - | 2012 XV7                 | 10 ottobre 2001   | NEAT                     |
| 359999 - | 2012 XX10                | 1º ottobre 1995   | Spacewatch               |
| 360000 - | 2012 XX21                | 18 dicembre 2001  | LINEAR                   |